# Angelique Seriese
Angelique Elisabeth Seriese (Zevenbergen, 12 juli 1968) is een  Nederlands oud-judoka, die in 1995 wereldkampioene werd in de zwaarste divisie bij de vrouwen, de klasse boven 78 kilogram. Die in Tokio behaalde titel leverde haar aan het einde van het jaar de uitverkiezing op van Nederlands Sportvrouw van het Jaar.
Haar grootste deceptie beleefde Seriese bij haar eerste en enige olympische optreden in Atlanta, waar de pupil van trainer-coach Chris de Korte in de eerste ronde werd uitgeschakeld in de klasse boven 72 kilogram. Aan dat toernooi ging een verbeten concurrentieslag vooraf met haar rivale Monique van der Lee, die in dezelfde klasse uitkwam.
Seriese won acht Europese titels en eindigde als eerste bij de Olympische Spelen van Seoel (1988), toen vrouwenjudo een demonstratiesport was. Haar erelijst vermeldt verder een derde plaats bij de WK van 1987 (Essen), een vijfde plaats bij de WK van 1991 (Barcelona) en een tweede plaats bij de WK van 1993 (Hamilton) en een eerste plaats bij de WK van 1995 (Chiba). Een opnieuw opspelende knieblessure maakte in 1996 een einde aan haar topsportcarrière.

## Erelijst

### Olympische Spelen
- 1988 – Seoel, Zuid-Korea (+72 kg)

### Wereldkampioenschappen
- 1987 – Essen, West-Duitsland (+72)
- 1993 – Hamilton, Canada (open)
- 1995 – Chiba, Japan (+72)

### Europese kampioenschappen
- 1987 – Parijs, Frankrijk (+72 kg)
- 1988 – Pamplona, Spanje (+72 kg)
- 1989 – Helsinki, Finland (+72 kg)
- 1989 – Helsinki, Finland (open)
- 1991 – Praag, Tsjecho-Slowakije (+72 kg)
- 1992 – Parijs, Frankrijk (open)
- 1993 – Athene, Griekenland (open)
- 1994 – Gdansk, Polen (+72 kg)
- 1995 – Birmingham, Verenigd Koninkrijk (open)
- 1996 – Den Haag, Nederland  (+72 kg)